# Jonjo Shelvey
Jonjo Shelvey (* 27. Februar 1992 in Romford, London) ist ein englischer Fußballspieler. Der Mittelfeldspieler steht seit 2024 bei Eyüpspor in der Süper Lig  unter Vertrag und ist sechsmaliger englischer Nationalspieler.

## Spielerkarriere

### Charlton Athletic
Im April 2008 feierte der 16-jährige Jonjo Shelvey sein Debüt für Charlton Athletic in der Football League Championship 2007/08. Seine Mannschaft, die im Vorjahr aus der Premier League 2006/07 abgestiegen war, verpasste mit Platz 11. den Wiederaufstieg deutlich. Am 3. Januar 2009 erzielte er im FA Cup gegen Norwich City seinen ersten Pflichtspieltreffer. Die Saison 2008/09 beendete Charlton auf einem Abstiegsplatz und stieg damit in die drittklassige Football League One ab. In der Saison 2009/10 verpasste sein Team den Wiederaufstieg nach einer Niederlage in der 1. Play-off-Runde gegen Swindon Town. 

### FC Liverpool und Swansea City
Im Sommer 2010 wechselte Jonjo Shelvey zum englischen Erstligisten FC Liverpool in die Premier League 2010/11. Er war einer der letzten Transfers des scheidenden Trainers Rafael Benítez Am 22. September 2010 debütierte er für seinen neuen Verein im League Cup gegen Northampton Town. Am 24. Oktober 2010 erfolgte sein erstes Erstligaspiel im heimischen Anfield gegen die Blackburn Rovers. Auch nach dem Kenny Dalglish seinen Vorgänger Roy Hodgson als Trainer des FC Liverpool ablöste, kam Shelvey regelmäßig in der ersten Mannschaft zum Einsatz.
Am 30. September 2011 gab der FC Liverpool bekannt, dass Shelvey bis zum 31. Dezember 2011 an den FC Blackpool ausgeliehen werde. Nach seiner Rückkehr zu Liverpool im Jahr 2012 wurde Shelvey zur Saison 2013/14 zu Swansea City transferiert und unterschrieb dort einen Vierjahresvertrag. Bei dem walisischen Verein spielte er in den kommenden zweieinhalb Jahren in der höchsten englischen Spielklasse und erreichte dabei in der Premier League 2014/15 einen guten achten Tabellenplatz mit seiner Mannschaft. 

### Newcastle United und Nottingham Forest
Am 12. Januar 2016 wurde bekannt, dass Shelvey zu Newcastle United wechselt. Bei den Magpies unterschrieb er einen Vertrag über fünfeinhalb Jahre. In der EFL Championship 2016/17 sicherte er sich mit seinem Verein den direkten Wiederaufstieg in die Premier League. In den folgenden fünf Spielzeiten etablierte sich Newcastle im Tabellenmittelfeld der ersten Liga. Bereits im März 2020 wurde sein Vertrag um weitere drei Jahre verlängert und Shelvey erhielt gemeinsam mit Matt Ritchie einen neuen Vertrag bis 2023.
In der Hinrunde der Premier League 2022/23 wurde Shelvey nur in drei Ligapartien eingesetzt und entschied sich daher Ende Januar 2023 nach sieben Jahren in Newcastle zu einem Vereinswechsel. Er wechselte innerhalb der Premier League zum Aufsteiger Nottingham Forest, bei dem er einen bis Juni 2025 gültigen Vertrag unterzeichnete.

## Sonstiges
Shelvey leidet wie Pierluigi Collina an Alopecia universalis, der fortschreitenden Form des kreisrunden Haarausfalls.